# Kition-Stele

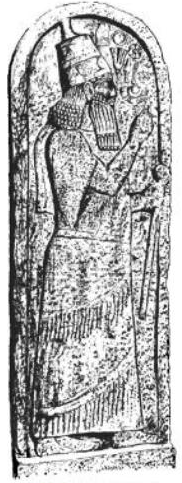
Kition-Stele

Die Kition-Stele besteht aus Basalt (Gabbro) und hat eine Höhe von 2,09 Metern bei 0,68 m Breite. Sie ist nur unvollständig erhalten. Sie wurde im Herbst 1845 in einem Garten in Kition bei Larnaka auf Zypern in einem Schutthaufen entdeckt. 
Dieser lag nach Ludwig Ross westlich des Salzsees, der damals den Rest des alten Hafens darstellte, zwischen Larnaka und Marina, der neuen Hafenstadt. Ross hielt den Schutthaufen für mittelalterlich, die Stele war also vermutlich verlagert.

## Fundgeschichte
Der Stein wurde nach der Entdeckung 1845 dem Britischen Museum in London angeboten, das aber nur 20 Pfund zahlen wollte. Auch der französische Gelehrte Louis de Mas Latrie, der im Oktober 1845 nach Zypern gekommen war, konnte den Findern nicht genügend Geld bieten. Schließlich erwarb der deutsche Archäologe und Epigraphiker Ludwig Ross (1806–1859) die Stele für 50 Pfund für das preußische Museum in Berlin. Er war 1832 mit einem dänischen Stipendium nach Griechenland gekommen und arbeitete seit Sommer 1833 als Unterkonservator in Nauplion und Sparta, ab 1834 als Oberkonservator in Athen. 1845 besuchte er Rhodos, Kos, und für zwei Monate auch Zypern. Dort beschrieb er archäologische Stätten und erwarb neben der Kition-Stele auch archaische Kalksteinplastiken und Terrakotten aus dem Tempelbezirk von Idalion, die er für phönikisch hielt.
Die Stele steht heute in den Staatlichen Museen Berlin (Inv.-Nr.: VA 968). Die vergoldete Silberplakette, die zusammen mit der Stele gefunden worden war, kaufte M. de Saulcy auf, sie befindet sich heute im Louvre. Das Museum besitzt auch einen Abguss der Kition-Stele. Nur die Inschrift auf der Vorderseite ist erhalten, die Rückseite wurde abgesägt, vielleicht, um den Stein als Spolie zu verwenden.

## Inhalt

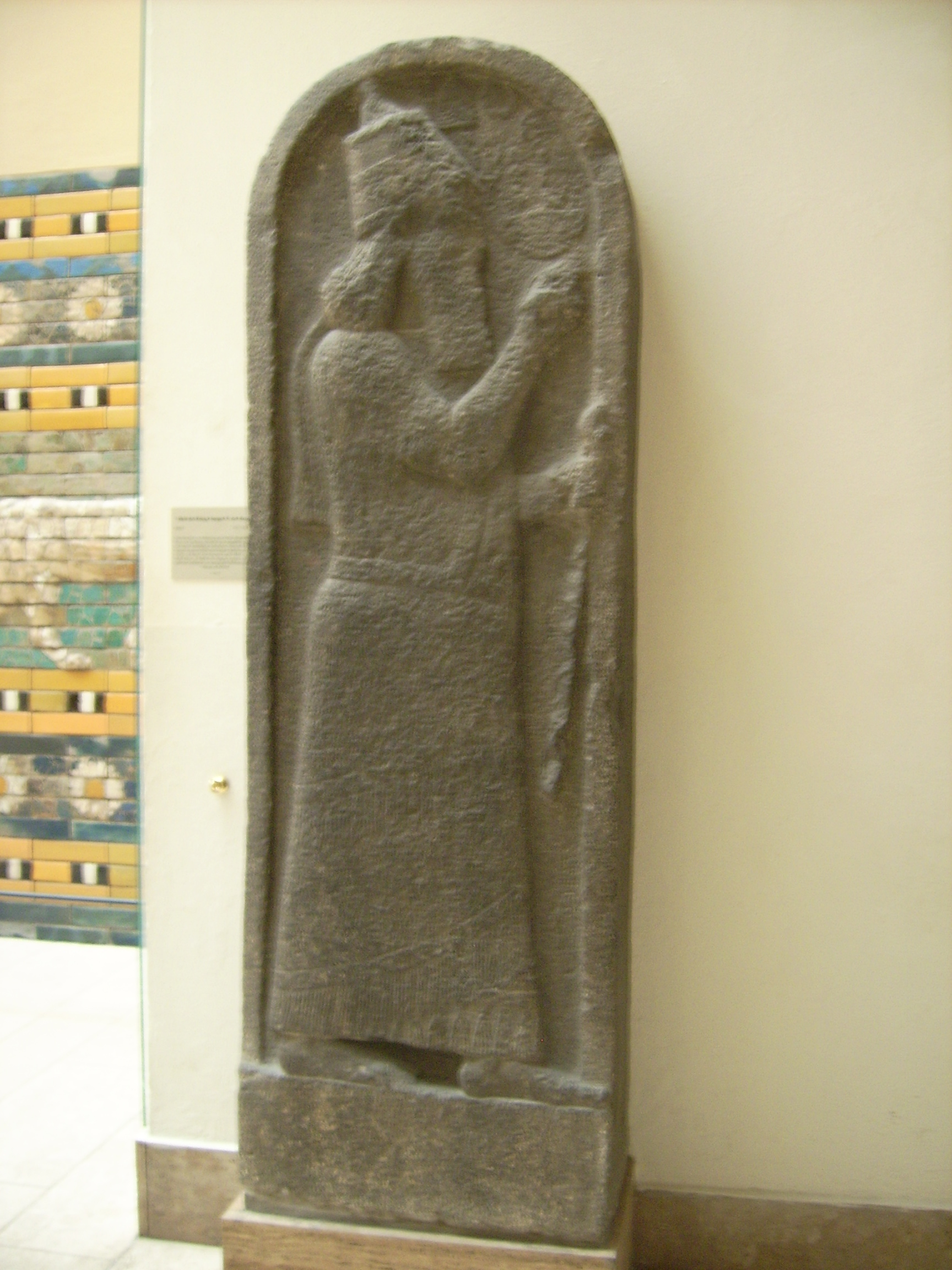
Sargon II, Vorderasiatisches Museum Berlin

Die Stele stand vermutlich auf der Akropolis von Kition und beschreibt den Sieg von Sargon II. (721–705 v. Chr.) von Assyrien 707/709 v. Chr. über die sieben Königreiche der Insel Ia' im Gebiet von Iadnana oder Atnana. Dieser Sieg wird auch in seinen Annalen in Chorsabad beschrieben: 

„[…] und ebenso hörten die sieben Könige des Landes Ia von den Taten, die ich in dem Lande Kaldu und im Land Hatti unablässig vollbrachte, und das Herz schlug ihnen im Halse, und Angst überwältigte sie […] So brachten sie Gold, Silber und Gegenstände aus Ebenholz und Buchsbaum, Produkte ihres Landes, zu mir nach Babylon und küßten mir die Füße.“

Ebenholz wächst auf Zypern nicht, seine Erwähnung ist also ein Hinweis auf die weiten Handelsbeziehungen der Insel.
Bei den Städten handelt es sich um:
- Pa-ap-pa Paphos
- Ki-(i)-su Salamis
- Si-il-li/lu Soli
- Da-mu-u-si/su Limassol
- E-di'-il Idalion (Dali)
- Ki-it-ru-si Chytroi (Kythrea)
- Pu-su-su Marion
- Li-di-ir Ledra (Nikosia)
- Ta-me-si/su Tamassos (Politiko)
- Qart Hadascht (Kition oder Amathous)
- Ku-ri-i Kourion (Kurion) (Kaloriziki)

## Zeitgenössischer Kontext
Wie die assyrische Verwaltung Zyperns aussah, ist unbekannt, bisher konnten keine Statthalter nachgewiesen werden. Da die Assyrer keine eigene Seemacht besaßen, beschränkte man sich vielleicht darauf, den Tribut einzuziehen und überließ die Herrschaft vor Ort einheimischen Königen. Man nimmt an, dass Kition, eine Gründung von Sidon, der Sitz des assyrischen Statthalters war.